# François du Jon
François du Jon l’ancien, en latin Franciscus Junius, né le 1er mai 1545 à Bourges et mort le 13 octobre 1602 à Leyde, est un linguiste, exégète et professeur de théologie réformée, disciple de Calvin et de Théodore de Bèze.
Il fut pasteur à Anvers, d’où il dut fuir devant les persécutions, puis à Heidelberg. Il est l’auteur, en collaboration avec Emmanuel Tremellius, d’une traduction majeure de la Bible en latin et son ouvrage théologique, De Vera Theologia, est une œuvre essentielle de la dogmatique réformée. Une partie de l’œuvre de du Jon fut publiée en 1882 par Abraham Kuyper dans son ouvrage Bibliotheca Reformata, où, en raison de sa vaste influence sur les théologiens réformés contemporains et postérieurs, du Jon a l’honneur d’occuper la première place du premier volume de cette encyclopédie.  Ce polyglotte fut aussi à l’occasion diplomate. Son fils François du Jon le jeune, sera le fondateur de la philologie germanique.

## Biographie

### Enfance et formation
Né de parents protestants, Du Jon, chétif et maladif dès sa naissance, a été élevé avec beaucoup de peine, et plus d’une fois ses parents désespérèrent de lui conserver la vie. À peine eut-il atteint l’âge de cinq ans, que son père commença de le mettre à l’étude mais bientôt, se sentant peu de vocation pour l’enseignement, il lui donna un précepteur. À douze ans, il l’envoya aux écoles publiques de sa ville natale, où il tomba sous la férule de maitres barbares qui le maltraitèrent cruellement, sans qu’il lui échappât une plainte, tant il craignait que ses parents ne s’alarment et qu’on ne le retire de l’école. Il suivit néanmoins, dès cet âge, les cours de droit François Douaren et de Hugues Doneau, tous deux protestants et faisant autorité dans leur domaine. Ses études préparatoires terminées, il s’appliqua, pendant deux ans, à la jurisprudence mais, désireux de se faire remarquer, bien que, d’un autre côté, il fut si timide, que même à l’âge mûr il ne pouvait parler à sa femme sans rougir, et qu’il n’osait presque commander à ses domestiques, il résolut de prendre une voie plus courte que le barreau pour arriver aux honneurs. Étant donné ses capacités en droit et en grec, et ayant appris le départ d’un ambassadeur de France à la cour de Soliman le Magnifique à Constantinople, il se rendit à Lyon dans l’intention de se mettre à sa suite. Lorsqu’il arriva, l’ambassadeur était parti.
Il resta donc à Lyon et poursuivit alors des études de lettres classiques au Gymnase de Lyon pendant deux ans, vivant dans l’intimité de son compatriote Barthélemy Aneau, qui lui donna les meilleurs conseils sur la direction de ses études, en lui représentant que dévorer toutes sortes de livres sans choix et sans méthode était le moyen de ne jamais rien savoir à fond. Du Jon profita de l’avis, et n’eut qu’à s’en féliciter. L’étude des auteurs grecs et latins, notamment de Cicéron et d'Épicure, fit de lui un agnostique, avant que la lecture du premier chapitre de l'évangile de Jean ne le convainque de redevenir chrétien ; il s’affilia alors à l'Église réformée. En 1562, il partit poursuivre ses études à l’Académie de Genève auprès de Jean Calvin et de Théodore de Bèze. Là, il sombra dans une pauvreté extrême en raison du début des guerres de religion, en 1562-1563, qui interrompirent l’arrivée des subsides familiaux dont il vivait jusque-là.  Sa santé en fut durablement ébranlée. Il n’acceptait que les secours très modestes d’un ancien protégé de sa famille. L’argent si longtemps attendu sera rapidement suivi par la terrible nouvelle du meurtre de son père à Issoudun, sans doute par un catholique fanatique dans le cadre des troubles religieux. Du Jon décide alors de rester à Genève, où il peut vivre de son enseignement.

### Carrière pastorale
En 1565, il accepte de devenir pasteur de l’Église wallonne d’Anvers. Il est chargé, peu après, de faire quelques amendements à la Confessio belgica composée par Guy de Brès en 1561, notamment en en simplifiant l’article 16. Il fait circuler à Genève pour recueillir un consensus. La Confessio Belgica est ensuite adoptée sans coup férir par le synode d’Anvers en 1566 puis par les synodes de Wesel (1568) et d’Emden (1571). En 1566, l’inquisition est lancée aux Provinces-Unies par le roi Philippe II d’Espagne. En réaction, la crise iconoclaste se déclenche dans l’ensemble des Provinces-Unies, mais  du Jon n’y participe pas. Il s’oppose, au contraire, de manière non violente à l’Inquisition. L’accord de 1566 entre Guillaume d’Orange et Philippe II d’Espagne ne protégeant que les pasteurs et prédicateurs protestants natifs des Provinces-Unies, du Jon était menacé à Anvers. Ayant échappé à l’arrestation à plusieurs reprises, il se réfugia, entre août 1566 et mars 1567, au duché de Limbourg, qui était une petite république réformée. Du Jon y prêche dans l'église Saint-Georges pendant plusieurs mois avant la reconquête espagnole, d’où il dut s’exiler à nouveau pour gagner Heidelberg en 1567. L’électeur palatin Frédéric II l’y accueille et lui confie la charge de la paroisse réformée de Schönau. En 1568, ce même prince l’envoya se joindre en tant qu’aumônier à l’expédition malheureuse de Guillaume d’Orange aux Pays-Bas. Du  Jon revient ensuite dans sa paroisse et y reste jusqu’en 1573.

### Carrière professorale

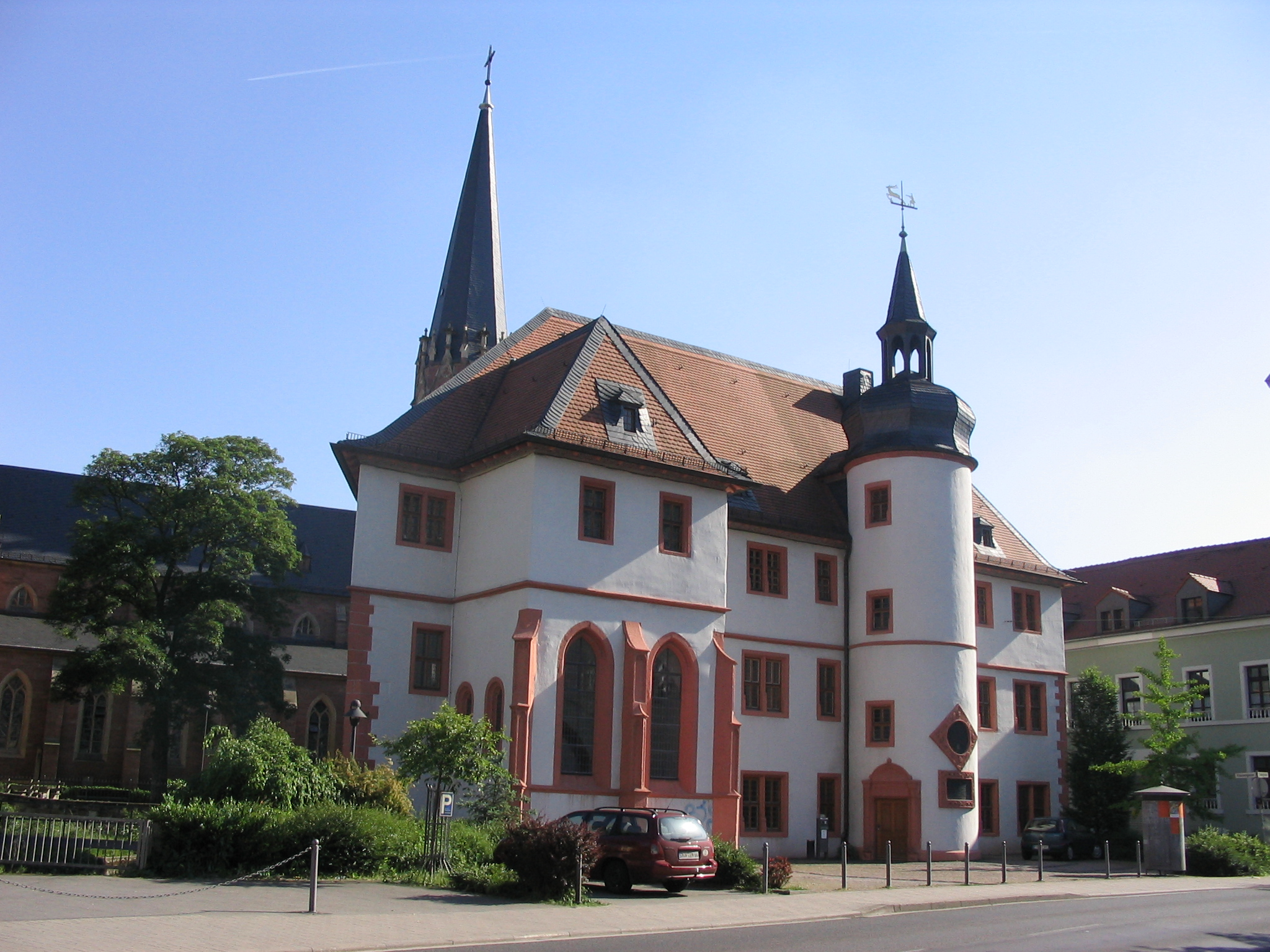
Le Casimirianum de Neustadt, où du Jon enseigna de 1579 à 1583.

De 1573 à 1578, il habite Heidelberg où il assiste Emmanuel Tremellius, dont il a épousé la fille, dans sa nouvelle traduction latine de la Bible, qui produit une version  distinctement réformée qui paraît en 1579 et sera rééditée trente-trois fois entre 1579 et 1764. Cette version Tremellius-Junius exercera une forte influence sur la dogmatique réformée ; elle a souvent été associée avec la traduction du Nouveau Testament par Théodore de Bèze. Le successeur de Frédéric III,  à partir de 1576, Louis IV, luthérien convaincu, expulse de l’université de Heidelberg tous les professeurs qui refusent de signer la Formule de Concorde. En 1579, Jean-Casimir, le propre frère de ce prince, lui-même devenu réformé après une étude personnelle de la Bible, et qui règne sur le Palatinat, fonde une université réformée à Neustadt, le Casimirianum, précisément pour accueillir les professeurs chassés d’Heidelberg et leur permettre d’enseigner à nouveau. Il fut, avec Zacharias Ursinus, l’auteur du Catéchisme de Heidelberg, l’un des premiers à rejoindre cette nouvelle université. Du Jon devint l’ami d’Ursinus, et prononcera son oraison funèbre en 1583. Cette même année, Jean Casimir ayant hérité de la couronne ducale, de Jon put réintégrer l’université d’Heidelberg, où il enseigna la théologie. Le Casimirianum, qui a rempli son office, est bientôt fermé. À la fin des années 1580 et jusqu’en 1592, du Jon participe à des missions diplomatiques pour le duc de Bouillon en France et en Allemagne. En  1592, il est nommé professeur de théologie à l’université de Leyde. Il y écrit De Vera Theologia, un ouvrage qui devient un des fondements de la dogmatique réformée. Sa mort l’empêcha d’accepter l'invitation de Philippe Duplessis-Mornay à se joindre au corps professoral de l'Académie de Saumur, qu’il était sur le point d’accepter. C’est Jacobus Arminius qui lui succède dans la chaire de théologie de l’université de Leyde.

### Mort
Il succombe à 57 ans de la peste. La date exacte de sa mort n’est pas absolument claire. Il y a une incohérence dans la chronologie d'Abraham Kuyper, qui dans le premier volume de sa « Bibliotheca Reformata », D. Francisci Junii Opuscula Theologia Selecta, attribue comme date de décès à du Jon le 26 octobre 1602. C’est cette date qui avait été mentionnée dans l’oraison funèbre prononcée par Franciscus Gomarus à l’université de Leyde. Mais Gomarus donne aussi les dates du 13 octobre et du 20 octobre. La plupart des ouvrages de référence donnent le 13 octobre,,.
À l’occasion de sa mort, Joseph Justus Scaliger composa cette complainte :
Te moerens scola flet suum magistrum,

Orba ecclesia te suum parentem,

Doctorem gemit orbis universus.

## Publications
On recense environ 95 œuvres de François du Jon, dont 70 livres traitant d'exégèse, de linguistique (dont une grammaire hébraïque) ou de théologie, et environ 25 éditions de la Bible et des Psaumes dans la traduction commune de du Jon et de Tremellius.
- 1584  Defensio catholicae doctrinae de s. trinitate personarum in unitate essentiae Dei, adversus Samosatenicos errores contre Christian Francken (Théodore de Bèze ed. Hippolyte Aubert, Fernand Aubert, Henri Meylan Correspondance de Théodore de Bèze : 1590.)
- De Vera Theologia

## Importance
- L’appréciation d’Abraham Kuyper sur laquelle est fondée sa décision d’accorder à du Jon la première place dans sa bibliothèque réformée est que « Junius est enseigné partout. »
- Un institut destiné à développer et à diffuser la connaissance de la pensée réformée du XVIe au XVIIIe siècle a été nommé l'institut Junius, du nom latin de François du Jon (nom complet : the Junius Institute for Digital Reformation Research). Cet institut universitaire dépend du séminaire réformé Calvin Theological Seminary installé depuis 1876 à Grand Rapids dans le Michigan.